# Œuvre des Chantiers du Cardinal
L'Œuvre des Chantiers du Cardinal est une association créée en 1931 par le cardinal Verdier pour promouvoir la construction et l'entretien des églises catholiques de Paris et de la région parisienne. Le financement apporté par les Chantiers du Cardinal s'applique aux bâtiments construits après la loi de séparation des Églises et de l'État de 1905, c'est-à-dire aux bâtiments dont les diocèses sont propriétaires.
Depuis le 1er janvier 2012, l'action des Chantiers du Cardinal s'étend aux huit diocèses d'Île-de-France, soit la province ecclésiastique de Paris. Et depuis début 2023, sous la gouvernance de la dizaine d'évêques de cette province, le directeur général bénévole est Jean-Pierre Gaspard, qui a été notamment directeur général du Téléthon, et qui succède à Jérôme Tolot et Bruno Keller.

## Historique

### 1927: Le Christ dans la banlieue
En 1925, le père Pierre Lhande, jésuite, publie dans la revue Études une série de reportages sur la banlieue parisienne et en particulier sur ce que l'on appelait alors « la Zone », vaste étendue couverte d'un fouillis de cabanes et de baraquements où vivait dans la misère une population déracinée. Le père Lhande attire l'attention sur le rôle apostolique, l'endurance, l'entrain des prêtres, religieuses, laïcs qui défrichaient ce vrai pays de mission. Toute une couche de la population ignore Dieu. Puis le père Lhande rédige son ouvrage Le Christ dans la banlieue où il fait saisir la détresse matérielle et spirituelle aux portes de Paris.
Sous l'impulsion du père Lhande, 52 chapelles ou églises sont construites entre 1925 et 1930 dans la banlieue parisienne, ainsi que 90 locaux de patronage, 40 dispensaires, 12 écoles, 8 jardins d'enfants, 14 pouponnières.
Jean Verdier, supérieur des prêtres de Saint-Sulpice, nommé en 1929 archevêque de Paris et cardinal, prend immédiatement conscience de l'effort immense à accomplir en particulier de la nécessité de multiplier chapelles et presbytères, beaucoup trop rares jusque-là malgré l'Œuvre des Chapelles de Secours. Celle-ci est alors développée, et le chanoine Paul-Louis Touzé nommé vicaire général et directeur de l'« Œuvre des nouvelles paroisses de la région parisienne ». Ce dernier veut alors mobiliser l'opinion alertée par le père Lhande et ses radio-sermons. Il la tient alors en haleine en éditant un journal Le Christ dans la banlieue.

### 1931: création des Chantiers du Cardinal
En 1931, le cardinal Verdier fonde L’œuvre des nouvelles paroisses parisiennes (renommé en 1933 Les Chantiers du Cardinal). Alors que la crise économique sévit en France, l'archevêque de Paris, épris de justice sociale, souhaite christianiser la banlieue mais aussi donner du travail aux ouvriers. (Sous la direction d'Isabelle Renaud-Chamska . À sa mort, en 1940, 110 églises ont pu être construites, dont certains édifices bien connus des parisiens : l'église du Saint-Esprit en 1934, Saint-Jean-Bosco (1937) ou encore Saint-Pierre-de-Chaillot (1938).
Ses successeurs poursuivent les chantiers entrepris et développent l’œuvre. En 1964, le cardinal Feltin lance son "Appel à la population parisienne" pour bâtir d'urgence 142 églises. L'Église catholique accompagne également l'évolution de la banlieue. Alors que les baraquements de "la Zone" disparaissent peu à peu et que les premiers grands ensembles d'habitation sortent de terre, des églises sont construites au cœur des cités.

### 1966: de nouveaux diocèses en région parisienne
En 1966, deux ans après la création des nouveaux départements de la région parisienne, le diocèse de Paris est partagé en quatre diocèses correspondants (Paris, Nanterre, Saint-Denis et Créteil). Les Chantiers du Cardinal accompagnent ce mouvement et continuent de bâtir pour ces jeunes diocèses. Le diocèse de Nanterre en particulier lance un projet qui mettra plusieurs années à se concrétiser : la création d'un lieu d’Église sur le parvis de La Défense. Notre-Dame de Pentecôte, dessinée par l'architecte Franck Hammoutène (1954-2021), est inaugurée en 2001.

### 2012: Le Grand Pari(s) de l’Église
En 2012, l'action des Chantiers du Cardinal s'étend aux huit diocèses d'Île-de-France : Paris, Nanterre, Créteil, Saint-Denis, Meaux, Pontoise, Versailles et Evry-Corbeil-Essonnes. La même année, ces diocèses lancent le Grand Pari(s) de l’Église. Une série de huit grands projets de construction (un par diocèse) est présentée. La maison d’église Saint-Paul-de-la-Plaine à Saint-Denis (93) ou encore la maison Ozanam à Paris, sont ainsi financée grâce aux donateurs des Chantiers du Cardinal.

### 2021: 90 ans de mission
En 2021, Les Chantiers du Cardinal célèbrent les 90 ans de leur mission. Un numéro spécial de 12 pages est publié au dernier trimestre. Dans cette revue, Bâtisseurs, l'équipe propose aux lecteurs de revoir les grands moments des Chantiers du Cardinal et comment la construction d'édifice religieux en région parisienne a influencé l'architecture religieuse des XXe et XXIe siècles. Une double page montre les outils utilisés pour solliciter les donateurs afin de collecter des fonds: tirelires en forme d'églises, carnet du bâtisseur, concerts à Notre-Dame...revue
Au cours de l'année 2022, plusieurs évènements sont proposés aux donateurs pour marquer cet anniversaire important: visites d'églises historiques, découverte de la cathédrale de Créteil (Val de Marne) en visite commentée et augmentée, conférence au Collège des Bernardins...

### 2022: 5 églises en construction en Ile-de-France
Devenus financeurs de projets pour les huit diocèses de la province ecclésiastique de Paris, Les Chantiers du Cardinal accompagnent chaque année de nombreux projets de construction mais aussi de rénovation et d'embellissement d'églises, de presbytères et de locaux paroissiaux. En 2022, cinq constructions d'églises ou de centre paroissiaux sont en cours : Saint-Colomban dans le Val d'Europe et Sainte-Bathilde à Chelles (77), Saint-Jean-XXIII à Clichy-sous-Bois (93), Saint-Joseph-le-Bienveillant à Montigny-Voisins-le-Bretonneaux (78) ainsi que la chapelle du centre Teilhard-de-Chardin à Saclay (91).
En 2022, parmi les projets soutenus en région parisienne, l'un des chantiers concerne la rénovation du clocher de l'église Notre-Dame-de-Consolation au Raincy (93). Cette église, Sainte Chapelle du béton armé, est l’œuvre d'Auguste Perret. La première pierre avait été posée il y a tout juste cent ans.
En 2024 à Saint-Louis de Vincennes et Saint-Mandé, les Chantiers du Cardinal après avoir aidé l'important chantier du clos couvert, soutiennent la restauration des fresques du bas-côté Sud. "Sixtine de la banlieue", Saint-Louis de Vincennes est le chef-d'œuvre Art Déco des architectes Jacques Droz et Joseph Marrast. Elle est entièrement décorée à fresques par les peintres Maurice Denis (Les Béatitudes) et Henri Marret (le Chemin de Croix). Le ferronnier d'art Raymond Subes, les sculpteurs Carlo Sarrabezolles et Armand Boutrolle, le céramiste Maurice Dhomme ont contribué à sa décoration.

## Plus de 300 églises bâties depuis 1931
Depuis sa création, l’œuvre des Chantiers du Cardinal a permis la construction de plus de 300 églises et chapelles en région parisienne. Certaines d'entre elles sont protégées au titre des Monuments historiques. Ainsi Notre-Dame-des-Missions à Épinay-sur-Seine (93), Saint-Louis de Vincennes et Saint-Mandé (94) et l'église Sainte-Agnès de Maisons-Alfort (94) sont classées Monument Historique. L'église Saint-Jacques-le-Majeur à Montrouge (92), Notre-Dame-du-Calvaire à Châtillon (92), Notre-Dame-des-Pauvres à Issy-les-Moulineaux (92) mais aussi Saint-Jean-de-Bosco, Sainte-Odile et le Saint-Esprit (Paris) sont inscrites à l'inventaire supplémentaire. Une vingtaine d'autres édifices a également reçu le label « Patrimoine du XXe siècle ».

## Cardinaux et évêques accompagnateurs
- Cardinal Jean Verdier (1931-1940) À sa mort une centaine d'églises ont déjà pu être bâties dans la région parisienne.
- Cardinal Emmanuel Suhard (1940-1949) En 1940 il fait le vœu de bâtir une basilique à la Vierge si la ville de Paris est épargnée. L'église Marie-Médiatrice-Notre-Dame-de-Fatima sera érigée en 1949.
- Cardinal Maurice Feltin (1953-1966)
- Cardinal Pierre Veuillot (1967-1968)
- Cardinal François Marty (1969-1981)
- Cardinal Jean-Marie Lustiger (1981-2005) Il lance plusieurs chantiers d'églises à Paris et en Île-de-France. Sous son impulsion, les Chantiers du Cardinal participent à la construction de la première maison d’Église : Notre-Dame-de-Pentecôte sur le parvis de la Défense.
- Cardinal André Vingt-Trois (2005). Depuis 2005, un évêque issu de l'un des huit diocèses d'Île-de-France accompagne plus particulièrement les Chantiers du Cardinal pour aider l’œuvre à poursuivre sa mission.
- Depuis 2021 : Mgr Thibault Verny, évêque auxiliaire et vicaire général du diocèse de Paris a été nommé évêque accompagnateur des Chantiers du Cardinal. Il succède à Mgr Éric Aumonier, évêque émérite du diocèse de Versailles, lui-même succédant à Mgr Pascal Delannoy, évêque du diocèse de Saint-Denis.

## Architectes des Chantiers du Cardinal
- Julien Barbier (1869-1940)
- Charles Venner (1890-1981)
- Henri Vidal (1895-1955)
- Jean Tandeau de Marsac (1904-1980)[8]
- Paul Rouvière (1906-1939)

## Publications
Éditée depuis 1931, le magazine des Chantiers du Cardinal a d'abord pris pour nom celui du livre du père Lhande, Le Christ dans la banlieue. Aujourd'hui, le magazine adressé aux abonnés et donateurs, est également disponible en ligne, sous le titre Bâtisseurs.
Un historique des Chantiers à travers ses publications est publié dans le no 116 de décembre 1991, à l'occasion des 60 ans. L'histoire de la revue est régulièrement racontée et commentée, en particulier sur le site internet des Chantiers du Cardinal.

### De 1931 à 1950
La revue paraît sous le titre Le Christ dans la Banlieue de 1931 à 1939. Une partie de ces numéros est disponible en ligne sur la base de la BNF.
- Le no 1 paraît en décembre 1931.
- Le no 2 (mars 1932) cite déjà dix-huit chantiers en plein travail et annonce quatorze nouveaux chantiers. Une église coûtait alors 1 000 à 1 200 francs par place[10].
- Le no 4 (octobre 1932) : voyage du cardinal Verdier au Canada et fin de la construction de l'église Saint-Léon à Paris[11].
- Le no 5 (janvier 1933) : voyage du père Lhande aux Indes et fin de la construction de l'église Saint-Pierre-de-Chaillot à Paris[12].
- Le no 6 (avril 1933) avancement des nombreux chantiers en cours[13].
- Le no 7 (juillet 1933)  inaugurations récentes d'églises[14].
- Le no 8 (octobre 1933) avancement des nombreux chantiers en cours[15].
- Le no 9 (janvier 1934) bilan de deux ans de construction[16]. Changement de couverture. La revue est distribuée à 10 000 abonnés.
- Le no 10 (avril 1934) constructions en cours et annonce l'ouverture du 60e chantier[17].
- Le no 11 (juillet 1934) constructions en cours, contient un article de Mgr Paul-Louis Touzé sur « les cloches et les clochers »[18].

La parution de la revue s'interrompt avec la Deuxième Guerre Mondiale en octobre 1939. Nouvelle parution en 1950, la publicité fait son apparition. Une nouvelle numérotation intervient en 1953, ainsi qu'un nouveau sous-titre : Revue d'urbanisme religieux.
La parution s'arrête en 1960. Jusqu'en 1963, des informations concernant l'Œuvre des Chantiers du Cardinal paraissent dans la revue Art chrétien, revue des chantiers des églises du no 16 au no 26 de ce titre.

### Depuis 1963
La revue reparaît à partir de 1963 sous le titre Chantiers du Cardinal. Elle est éditée à 95 000 exemplaires.

#### 1963 à 1975
- Le no 51 (septembre 1975) évocation de la mémoire du sculpteur Albert Dubos[19] et du relais paroissial de Grigny La grande Borne.

#### 1976 à 1980
- Le no 56 (décembre 1976) : consacré à l'émission Le Jour du Seigneur, la messe télévisée, la chapelle Notre-Dame-des-Anges à Clichy-sous-Bois.
- Le no 58 (mai 1977) : consacré à l'orgue (1re partie), Sainte Honorine à Conflans-Sainte-Honorine, le centre paroissial des Fauvettes à Neuilly-sur-Marne.
- Le no 60 (novembre 1977) : consacré à l'orgue (2e partie), sainte Honorine à sainte Geneviève.
- Le no 61 (février 1978) : synthèse des réalisations 1977 (centre paroissial de Taverny, chapelle Notre-Dame-des-Bois à Sucy-en-Brie, chapelle Notre-Dame de Lourdes à Noisy-le-Grand, chapelle Sainte-Geneviève à Bois d'Arcy, centre œcuménique à Élancourt, relais paroissial de Bois-l'Évêque à Combs-la-Ville, centre paroissial Jean XXIII à Bures-Orsay, centre diocésain à Créteil, salles de l'église sainte-Colombe à Villejuif. Il évoque saint Fiacre, vénéré près de Meaux.
- Le no 62 (mai 1978) : centre diocésain de Créteil, à l'église de Melun l'Almont, au centre œcuménique des sept mares à Élancourt, à la Croix de Villemomble.
- Le no 63 (août 1978) : église Saint-Martin de Doue, les églises de la vallée de l'Auxence, les églises rurales de l'arrondissement de Rambouillet, la chapelle Saint-Claude à Villiers-sur-Orge, les croix de bornage dans le Vexin français, l'inauguration du centre diocésain de Créteil.
- Le no 66 (juin 1979) : consacré aux églises rurales du Hurepoix (Saint-Sulpice-de-Favières, La Ferté-Alais, Itteville, Cerny, Boutigny-sur-Essonne, Milly-la-Forêt, Oncy, Moigny, Dannemois) et aux églises rurales du Vexin français.
- Le no 67 (septembre 1979) : consacré au centre religieux international de la Porte Maillot, à l'aumônerie de l'aéroport d'Orly, à l'église Saint-Louis-d'Antin, à la chapelle de la cité universitaire : une église pour la communauté portugaise de Paris, au centre œcuménique des sept mares à Maurepas-Élancourt et à la chapelle Notre-Dame de la Mer à Jeufosse.
- Le no 68 (novembre 1979) : consacré aux 74 églises nouvelles dédiées à Notre-Dame.
- Le no 69 (février 1980 ) : historique consacrée aux vieux numéros du « Christ dans la banlieue »; synthèse des réalisations 1979 : relais paroissial Jean XXIII à Fontenay-sous-Bois, reconstruction de l'église Saint-Paul à Vitry-sur-Seine, aménagement de la chapelle de la cité universitaire à Gentilly, paroisse Sainte-Lucie à Issy-les-Moulineaux, nouvelle chapelle Saint-Joseph à Montigny-lès-Cormeilles, paroisse Saint-Sulpice à Aulnay-sous-Bois, église Saint-Charles des Ruffins à Montreuil-sous-Bois. Enfin évocation du relais paroissial « Tibériade » à Plessis-le-Roi, quartier de Savigny-le-Temple.
- Le no 70 (mai 1980) : consacré à Jeanne d'Arc pour le 550e anniversaire de sa captivité.
- Le no 71 ('août 1980) : consacré à l'église de Guignes-Rabutin, la chapelle du Clos-Notre-Dame à Livry-sur-Seine et l'aumônerie Saint-Maurice de Satory.
- Le no 72 (décembre 1980, année Saint-Benoît) : consacré à l'architecture monastique, particulièrement l'architecture monastique récente en région parisienne : le monastère des bénédictines de Caen, le couvent des franciscains à Boulogne-sur-Mer, la communauté dominicaine de la Tourette à Éveux, l'abbaye Saint-Louis-du-Temple de Limon à Vauhallan, le centre spirituel de la Clarté-Dieu à Orsay, le couvent des dominicains à Toulouse, l'abbaye Saint-Pierre à Champagne sur Rhône, l'église Saint-Benoît d'Issy-les-Moulineaux, l'abbaye bénédictine de Jouarre, le carmel de Frileuse à Briis-sous-Forges[20].

#### 1981 à 1985
- Le no 73 (mars 1981) : synthèse des réalisations de l'année 1980 : église Saint-Maxime d'Antony, chapelle du Sacré-Cœur-au-Bois-Clary à Boissy-Saint-Léger, centre paroissial de Méry-sur-Oise, locaux paroissiaux de Montsoult. Evocation de l'art religieux dans les pays du Val-d'Oise.
- Le no 74 (juin 1981) : numéro spécial « spécial cinquantenaire » :  Histoire des Chantiers du Cardinal (12 pages) et 50 ans d'architecture religieuse (9 pages).
- Le no 75 (septembre 1981) : liste alphabétique des réalisations 1931-1980, suivie d'une bibliographie sommaire (13 références).
- Le no 76 (décembre 1981) : précisions sur la liste alphabétique des réalisations 1931-1980, et l'activité de la ville de Paris en matière de restauration et d'entretien des églises parisiennes.
- Le no 77 (mars 1982) : bilan sur les réalisations 1981 : relais paroissial de Courcouronnes, relais paroissial Saint-Louis dans le quartier des Hauts-de-Chatou, centre paroissial de Saint-Paul de la Plaine à Bonneuil-sur-Marne, église Saint-Luc de Romainville.
- Le no 79 (septembre 1982) : numéro spécial à l'occasion de l'année sainte Thérèse d'Avila. Il traite des couvents des Carmes à Paris, des carmels de construction moderne (carmel de Forges, carmel de Créteil, monastère d'Avon, carmel de Montmartre, carmel de Clamart, des saints du métro et leurs églises (Saint-Maur, Saint-Sulpice, Saint-Sébastien, Porte de Saint-Ouen, Pré Saint-Gervais, Porte de Saint-Cloud, Saint-Placide, Saint-Philippe-du-Roule, Notre-Dame-des-Champs, Notre-Dame de Lorette, Saint-Paul).
- Le no 80 (décembre 1982) : traite des églises dédiées à sainte Thérèse à Paris et dans la région parisienne, des monastères carmélitains (le carmel de Lisieux, le carmel de Montgeron, le carmel de Pontoise, le carmel de Saint-Germain-en-Laye, le carmel de Domont, le carmel de Nogent-sur-Marne, le carmel de Frileuse), et de l'église Saint-Augustin des Coquetiers à Pavillons-sous-Bois qui fête son cinquantenaire.
- Le no 81 (mars 1983) : présente cent œuvres d'art peu connues  à l'occasion de l'année sainte Thérèse d'Avila. Il fait le point sur les réalisations 1982 : reconstruction du presbytère de Saint-Martin des Champs à Paris, salles de l'église Sainte-Hélène à Paris, reconstruction de la Chapelle Notre-Dame-de-l'Étoile à Bobigny, relais paroissial Saint-Martin du Champy à Noisy-le-Grand, chapelle Notre-Dame de la Trinité à l'Hay-les-Roses, locaux de Notre-Dame de la Merci à Fresnes, relais paroissial Sainte-Cécile à Saint-Germain-en-Laye, relais paroissial à Saint-Leu-la-Forêt.
- Le no 82 (juin 1983) : réalisations de l'année 1982 : reconstruction de l'église Saint-André de Bobigny, les constructions récentes d'églises en France (dossier de 7 pages), les églises citées dans trois numéros spéciaux de la revue « Architecture française » (dossier de 4 pages).
- Le no 83 (septembre 1983) : étude de la construction d'églises nouvelles en France (suite), un chantier en 1933 : l'église Sainte-Agnès de Maisons-Alfort et un chantier en 1978 : le centre diocésain de Créteil, puis l'inauguration de l'église Notre-Dame-du-Perpétuel-Secours à Puteaux.
- Le no 84 (décembre 1983) centenaires et millénaires des paroisses, de la restauration exemplaire de Saint-Martin de Gargenville, des nouveaux vitraux de l'église Saint-Jean-Baptiste de Vélizy-Villacoublay et du relais paroissial du Val-Maubuée.
- Le no 85 (mars 1984) congrès national d'art sacré, les réalisations 1983 : nombreuses réalisations à Paris, Notre-Dame du Perpétuel secours à Puteaux, construction d'un signal au centre diocésain de Créteil, salles de la paroisse de Le Plessis-Bouchard, centre paroissial Cap-Saint-Jacques de Troux - Guyancourt, centre paroissial de Val Maubuée, puis le cinquantenaire de l'église Saint-François-de-Sales au Petit-Clamart, de l'église Notre-Dame-des-Missions à Épinay-sur-Seine, de l'église Sainte-Odile à Paris, de l'église Sainte-Odile à Antony…
- Le no 86 (juin 1984) : numéro spécial saint François d'Assise : l'église Saint-François d'Assise d'Antony, l'église Saint-François d'Assise de Vanves, l'église Saint-François d'Assise de Villiers-le-Bel, l'église Saint-François d'Assise de Gonesse et l'église Saint-François d'Assise de Montmorency.
- Le no 87 (septembre 1984) : réalisations 1983-1984 : centre paroissial de Sainte-Bernadette à Sucy-en-Brie, maison paroissiale à Thiais, centre paroissial à Mennecy, puis évoque le cinquantenaire de l'église Notre-Dame-de-la-Paix de Suresnes, la maison paroissiale du plateau de Guinette à Étampes et le centre d'accueil et de prière Saint-Jacques de Troux à Saint-Quentin-en-Yvelines.
- Le no 88 (décembre 1984)  le relais paroissial du Val-Maubuée, le centre d'accueil et de prière Saint-Jacques de Troux à Saint-Quentin-en-Yvelines, le relais paroissial de Mennecy-Verville, et le millénaire de l'église de Chavenay, neuf-centième anniversaire de la fondation de la paroisse de Saint-Nom-la-Bretèche.
- Le no 89 (mars 1985) : évoque le centre paroissial du quartier Saint-Christophe à Cergy-Pontoise.
- Le no 90 (juin 1985) : traite de l'église Saint-François-d'Assise de Vanves, Paris et ses paroisses sous Philippe-Auguste, le relais paroissial du Val-Maubuée et le centre paroissial Saint-Rémi de Maisons-Alfort.
- Le no 91 (septembre 1985) : le synode de Rome.
- Le no 92 (décembre 1985) : le relais Saint-Paul du Val-Maubuée à Marne-la-Vallée, puis Saint-François de Sales d'Adamville à Saint-Maur-des-Fossés.

#### 1986 à 1990
1986
- no 93 03/86
  - Église Saint-Dominique, rue de la Tombe-Issoire à Paris
  - Notre-Dame de la Compassion, à Paris
- no 94 06/86
  - Dédicace de l'église Saint-François d'Assise de Vanves
  - église et centre paroissial de Mours
- no 95 09/86
  - l'église de Saint-Clair-sur-Epte
  - le centre des Deux moulins à Paris
  - les salles paroissiales de Saint-Vincent de Paul à Villepinte
  - presbytère et salles paroissiales à Saint-Martin de Sevran
- no 96 12/86
  - le concile Vatican II et l'aménagement des églises (photos : Saint-Jean Porte Latine à Antony)

1987
- no 97 03/87
  - Sainte-Marie des peuples à Cergy Saint-Christophe
  - les mosaïques du centre des Deux moulins à Paris
- no 98 06/87
  - le presbytère de la basilique de Saint-Denis
  - chapelle Saint-Martin de Porrès à Paris
  - centre paroissial Saint-Jean Baptiste d'Ivry-sur-Seine
- le relais Saint-Pierre du Lac à Créteil
- no 99 09/87
  - nouvelle église dédiée à Jean-Marie Vianney[21] au Kremlin-Bicêtre
- no 100 12/87
  - rappel historique à l'occasion du numéro 100
  - liste alphabétique des réalisations 1981 - 1987
  - carte de l'implantation des chantiers depuis 1931
  - résurrection de l'église de Marie-Médiatrice-de-Toutes-les-Grâces à Paris

1988
- - Église Notre-Dame du Raincy
- no 101 03/88
  - L'église, demeure de Dieu au milieu de son peuple (texte de conférence)
  - l'église Saint-Vincent-de-Paul de Paris
- no 102 06/88
  - l'église Notre-Dame de Fatima, Marie-Médiatrice à Paris
  - Saint-Patrice d'Épinay-sur-Seine
  - Saint-Louis de Bondy
  - Église Saint-Georges de la Villette à Paris
- no 103 09/88
  - l'église : l'archétype et la fonction sacrée (entretien avec le cardinal Lustiger)
  - construction de l'église Notre-Dame-de-l'Arche-d'Alliance
  - nouvelle église à Tremblay-lès-Gonesse
- no 104 12/88
  - Île-de-France an 2000, texte de conférence
  - la cathédrale d'Évry

1989
- no 105 03/89
  - les églises de Ménilmontant
  - la chapelle des Quatre-Évangélistes dans la ZAC de l'Évangile à Paris
- no 106 06/89
  - les églises de Montreuil-sous-Bois
  - la chapelle Saint-Pierre-Saint-Paul à Paris
- no 107 09/89
  - rencontres internationales à Évry sur le thème : le retour du monumental dans l'architecture religieuse
  - l'église Saint-Esprit de Meudon-la-Forêt
- no 108 12/89
  - la réforme liturgique
- no 109 03/90
  - Paris an 2000
- no 110 06/90
  - Marcel Callo, jociste et martyr de la foi
  - chapelle Notre-Dame de la Confiance à Paris
- no 111 09/90
  - à quoi sert une église ? quelle est sa signification ? (texte de conférence)
  - la maison paroissiale de Valenton
- no 112 12/90
  - cinquantenaire : le cardinal Verdier
  - église Notre-Dame-de-l'Assomption-des-Buttes-Chaumont
  - église Saint-André-de-l'Europe à Paris
  - Notre-Dame de Consolation à Stains
  - paroisse Saint-Louis de Bondy

#### 1991 à 1995
1991
- no 113 03/91
  - chapelle Saint-Joseph du bord de l'eau à Villeneuve-le-Roi
  - maison d'église à La Défense
  - paroisse Saint-Joseph des Épinettes à Paris
  - après la tempête
- no 114 06/91
  - l'église Notre-Dame du Raincy
  - le nouveau centre paroissial du quartier de la Source à Créteil
  - aumônerie des lycées de Rueil-Malmaison
  - l'Église du Cœur-Eucharistique-de-Jésus, à Ménilmontant à Paris
- no 115 09/91
  - l'essor de Villepinte
  - l'église Saint-Liphard de Villetaneuse
  - relais inter-paroissial de Marolles-en-Brie
- no 116 12/91
  - historique des Chantiers, à l'occasion des 60 ans

1992
- no 117 03/92
  - construction d'une église et d'un centre paroissial à Noisy-le-Grand
  - locaux paroissiaux à la paroisse Saint-Maurice de la Boissière à Montreuil
  - locaux paroissiaux à la paroisse Saint-Paul-du-Montfort à Aubervilliers
- no 118 06/92
  - inauguration du relais inter-paroissial de Marolles-en-Brie
  - la future paroisse Sainte-Colette des Buttes-Chaumont à Paris
  - l'église Saint-Jean de Cachan
- no 119 09/92
  - relais Robert de Provenchères de Bry-sur-Marne
  - l'église du Christ ressuscité à Bondy
  - la chapelle Sainte-Bernadette à Sucy-en-Brie
- no 120 12/92
  - Notre-Dame de Lourdes à Villeneuve-Saint-Georges
  - la chapelle Saint-Pierre Saint-Paul à Paris
  - la chapelle Notre-Dame réconciliatrice à Paris

1993
- no 121 03/93
  - Notre-Dame de la Salette à Suresnes
  - bénédiction de Sainte-Colette des Buttes-Chaumont
- no 122 06/93
  - les œuvres d'art dans l'église, un geste d'espérance
  - la maison paroissiale Saint-Michel à Châtillon
  - Saint-Paul des Nations à Noisy-le-Grand
  - Saint-Pierre du Lac à Créteil
  - extension des locaux paroissiaux de Saint-Jean-Baptiste de Sceaux
- no 123 09/93
  - Saint-Paul des Nations à Noisy-le-Grand
  - Quoi de neuf à La Défense ?
  - la chapelle L'Emmanuel à La Courneuve
  - l'église Saint-Jean-Baptiste de Noisy-le-Sec
- no 124 12/93
  - Notre-Dame de la Pentecôte, maison d'église à La Défense
  - la nouvelle église de Créteil
  - locaux paroissiaux de Notre-Dame de Lourdes à Chaville

1994
- no 125 03/94
  - la maison d'église Notre-Dame de Pentecôte à La Défense
  - l'église Saint-Germain de Pantin
  - l'église Sainte-Colombe de Villejuif
- no 126 06/94
  - Notre-Dame de la Pentecôte à La Défense
  - la chapelle Notre-Dame des Foyers à Paris
  - l'église Notre-Dame-du-Sacré-Cœur de Cœuilly à Champigny-sur-Marne
  - la chapelle Saint-Antoine de la Croix de Chavaux à Montreuil
  - la ZAC Chalon à Paris
- no 127 09/94
  - Notre-Dame de la Pentecôte à La Défense
  - Notre-Dame de l'Arche d'Alliance à Paris
  - l'église Saint-Paul des Nations à Noisy-le-Grand
  - Saint-Pierre du Lac à Créteil
- no 128 12/94
  - Notre-Dame de la Pentecôte à La Défense
  - quelle communauté pour l'église Saint-Pierre-du-Lac de Créteil
  - église Notre-Dame-de-Lourdes de Chaville
  - Notre-Dame de l'Arche d'Alliance à Paris
  - église Sainte-Hélène de Paris

1995
- no 129 03/95
  - Notre-Dame de la Pentecôte à La Défense
- no 130 06/95
  - bénédiction de la première pierre de l'église Saint-Pierre-du-Lac de Créteil
  - Notre-Dame de Pentecôte à La Défense
  - la chapelle de la Croix de Chavaux à Montreuil
  - Saint-Augustin-des-Coquetiers à Pavillons-sous-Bois
- no 131 09/95
  - Notre-Dame de l'Arche d'Alliance à Paris
  - église Notre-Dame-des-Pauvres d'Issy-les-Moulineaux
  - église Saint-Germain-l'Auxerrois de Romainville
  - église Sainte-Louise-de-Marillac de Drancy
  - église Saint-Joseph-de-Buzenval de Rueil-Malmaison
- no 132 12/95
  - Notre-Dame de la Pentecôte à La Défense
  - la chapelle de l'îlot Chalon à Paris
  - Notre-Dame de la Plaine à Boissy-Saint-Léger

#### 1996 à 2000
1996
- no 133 03/1996
  - Sainte-Hélène à Paris
  - Inauguration des cloches à Saint-Pierre du lac de Créteil
  - Saint-Paul des Nations à Noisy-le-Grand
- no 134 06/1996
  - Saint-Paul des Nations à Noisy-le-Grand
  - Saint-Pierre du lac à Créteil
- no 135 09/96
  - Vitry-sur-Seine, une terre d'espérance
  - La chapelle de la Croix de Chavaux à Montreuil
- no 136 12/1996
  - Bénédiction de la première pierre de Notre-Dame de l'Arche d'Alliance à Paris
  - Notre-Dame de Pentecôte à La Défense
  - Saint-Paul des Nations à Noisy-le-Grand

1997
- no 137 03/1997
  - Inauguration du clocher et des nouveaux locaux, église Sainte-Hélène à Paris
  - Bobigny
  - la chapelle Notre-Dame de Valmy à Charenton-le-Pont
- no 138 06/1997
  - Champigny
  - Notre-Dame de Lourdes des Coudreaux à Montfermeil
- no 139 09/1997
- no 140 12/1997

1998
2007
- no 178 06/2007